# Arthur Fitger
Arthur Heinrich Wilhelm Fitger, né le 4 octobre 1840 à Delmenhorst et mort le 28 juin 1909 à Brême, est un peintre allemand d'histoire et un poète.

## Biographie
Arthur Heinrich Wilhelm Fitger naît le 4 octobre 1840 à Delmenhorst.
De 1858 à 1861, il est élève de l'Académie de Munich. Il se range parmi les disciples de Cornelius, et est également influencé par Genelli.
Il étudie ensuite à Anvers. Dans cette ville, il est frappé par les œuvres de Rubens et devient un coloriste hardi et violent. Il poursuit ses études à Paris.
Après la Belgique, il voyage en Italie, où il reste de 1863 à 1866. En 1870, il s'installe à Brême.
Lié avec Wilbrandt, il doit à cet appui ses premiers succès littéraires et artistiques. Outre quelques drames et un essai de poème épique, il publie des poésie lyriques en 1875 et en 1881 : Le peuple voyageur et Les nuits d'hiver. Il écrit un recueil de légendes, d'idylles, de petites œuvres dramatiques, sous ce titre : Les passants.
En peinture, il recherche les sujets pathétiques et fantastiques : La légende du tombeau du géant, La fille du roi des aulnes, La course des sorcières, Le réveil de Barberousse, Les rêves, une frise décorative avec des Enfants au milieu des produits de la terre et de la mer.
Il meurt le 28 juin 1909 à Brême.